# Brigetio
Brigetio är en fornlämning i Ungern.   Den ligger i provinsen Komárom-Esztergom, i den nordvästra delen av landet, 70 km väster om huvudstaden Budapest. Brigetio ligger 109 meter över havet.
Terrängen runt Brigetio är platt, och sluttar norrut. Runt Brigetio är det tätbefolkat, med 297 invånare per kvadratkilometer. Närmaste större samhälle är Komárom, 5,6 km väster om Brigetio. Trakten runt Brigetio består till största delen av jordbruksmark.